# Хенемарк, Камилла
Камилла Хенемарк (швед. Camilla Henemark), известная также под сценическим псевдонимом Ла Камилла (швед. La Camilla) — шведская певица и модель. Бывшая участница популярной музыкальной группы Army of Lovers.

## Биография
Родилась 23 октября 1964 года в Стокгольме. Её отец, Остин Обейни, родом из Нигерии, а мать, Герда Хенемарк — шведка. Родители развелись, и Камиллу воспитывала мать. В юности работала в модельном агентстве, в 1987 году вышла замуж за Андерса Скуга.
В 1987 году Камилла стала солисткой группы Army of Lovers, участвовала в записи прославивших группу альбомов Disco Extravaganza и Massive Luxury Overdose.
В 1992 году Камилла покинула группу и выпустила сольный сингл «Everytime You Lie», который позже войдёт в Les Greatest Hits. После развода Ла Камилла познакомилась с Бо Юханом Ренком (шведская группа Stakka Bo) и вышла за него замуж. В 1993 Ла Камилла выпустила сингл «Give Me Your Love», участвовала в создании эротической телепрограммы «Sjunde Himlen» («Седьмое небо»). Также в этот период певица снялась в клипе дэт-метал-группы Entombed на песню «Stranger Aeons».
В 1995, после ухода Микаэлы Де Ла Кур, Камилла возвращается обратно в Army of Lovers, и вместе они записывают альбом Les Greatest Hits. В 1996 году Камилла выпустила два сингла — «The Witch In Me» & «I’m Not In The Mood For Lovers». В этом же году вышел её первый альбом Temper. В то же самое время она рассталась со своим вторым мужем. Выступала в ночных клубах Стокгольма и других городов, в том числе как стриптизёрша.
В 1999 году записала дуэт с российским исполнителем Данко. Их совместная работа Russians Are Coming в варианте (Mosqua Remix) попала в то время в активную ротацию радиостанции «Европа Плюс».
В начале 2000-х у Камиллы произошёл нервный срыв, все чаще в таблоидах стали появляться слухи о нарко- и алкозависимости певицы. Из-за этих слухов многие продюсеры разорвали контракты с ней, финансовые трудности после ухода из группы также начали преследовать Камиллу. В 2005 году скончался её отец. В 2006 году Камилла улетает в Индию, где проходит курс реабилитации.
В 2009 году записала совместный сингл с группой The Neverland Project под названием «David & Goliath».
В 2013 году (23 февраля) в составе возрожденной Army Of Lovers участвовала в шведском отборочном туре «Евровидения» с песней «Rocking the Ride». Группа не прошла даже в пятерку лучших исполнителей, в неудаче обвинили Камиллу, так как в момент, когда её снимала камера, певица забыла открыть рот под фонограмму, и, возможно, зрители поэтому отдали за выступление мало голосов. На официальном сайте группы был выложен Манифест, где говорилось, что Ла Камиллу заменит Доминика (Доминика Печински), ранее бывшая солисткой Army of Lovers (1993—1996, 2001—2003, 2007).
С июня 2015 года Ла Камилла принимает участие в шведском шоу Stjärnkusken на телеканале TV4.

## Личная жизнь
Камилла Хенемарк дважды была замужем. Первым мужем стал Андреса Скуга (брак был заключен в 1987 году), вторым — Бо Юхан Ренк (1992). Оба брака были расторгнуты.
Ла Камилла является активным сторонником Социал-демократической партии Швеции и борцом за права сексуальных меньшинств.

### Камилла и король Швеции
В 2010 году в Швеции вышла книга «Карл Густав — монарх поневоле» (швед. Carl XVI Gustaf — den motvillige monarken), которую написал шведский журналист Томас Шеберг в соавторстве с Деане Раушер и Туве Мейер. В книге утверждается, что король в 1990-е годы неоднократно посещал ночные клубы, о чём свидетельствуют и рассказы сербско-шведского мафиози Милле Марковича, владельца одного из таких клубов. В книге также пишется, что Камилла Хенемарк имела отношения с королём Швеции: как рассказала сама Камилла Деане Раушер, Карл Густав «влюбился в неё как подросток», и хотя королева Сильвия узнала об измене, она не смогла помешать внебрачной связи мужа. Вскоре Карл Густав всё же порвал с певицей. Камилла так тяжело переживала разрыв, что даже думала о самоубийстве. Роман с королём не принёс ей никакой выгоды: как писал журнал «Пари Матч», пример Камиллы показывает, что «Швеция — это страна, где нельзя сделать карьеру через постель».

## Дискография

### Сольные синглы
- 1992 «Everytime You Lie»
- 1993 «Give Me Your Love (Je T’aime)»
- 1996 «The Witch in Me»
- 1996 «I’m Not in the Mood for Lovers»
- 1999 «Russians Are Coming» (с певцом Данко)
- 2010 «David & Goliath» Neverland Project Featuring La Camilla

### Сольные альбомы
- 1997 Temper

## Актёрские работы

### Фильмы
- 1997 Eva & Adam — камео, играет саму себя
- 1998 Teater
- 2000 Sex, lögner & videovåld — камео, играет саму себя
- 2000 Livet Är En Schlager — камео, играет саму себя
- 2001 Jarrett (Encounters) — Представитель на саммите ЕС

### Театр
- 1995 Fyra Friares Fiaskon
- 2001 White Christmas

### Телевидение
- 1994 Sjunde Himlen (Седьмое небо) — хозяйка
- 1997 Kenny Starfighter (мини-сериал) — медсестра
- 1997 Så ska det låta — камео, играет саму себя
- 2000 Vita Lögner (Белая ложь, один эпизод) — совладелица
- 2003 Большой брат (Шведская версия) — гостья

### Музыкальные клипы
- 1991 Entombed — «Strangers Aeons» — гостья